# Guilherme Pato
Guilherme Pato, pseudonimo di Guilherme Nunes Rodrigues (Quaraí, 17 febbraio 2001), è un calciatore brasiliano, attaccante dell'América-MG.

## Caratteristiche tecniche
È un'ala destra.

## Carriera
Cresciuto nel settore giovanile dell'Internacional, debutta in prima squadra il 1º febbraio 2021 in occasione dell'incontro del Campionato Gaúcho pareggiato 0-0 contro l'Ypiranga-RS. Nell'agosto seguente viene ceduto in prestito al Ponte Preta dove gioca 30 incontri in Série B realizzando 4 reti.
Rientrato al club biancorosso, prende parte al Campionato Gaúcho 2021 prima di passare in prestito al neopromosso Cuiabá.

## Statistiche
Statistiche aggiornate al 18 luglio 2021.

### Presenze e reti nei club
| Stagione        | Squadra         | Campionato      | Campionato | Campionato | Coppe nazionali | Coppe nazionali | Coppe nazionali | Coppe continentali | Coppe continentali | Coppe continentali | Altre coppe | Altre coppe | Altre coppe | Totale | Totale | Totale |
| Stagione        | Squadra         | Comp            | Pres       | Reti       | Comp            | Pres            | Reti            | Comp               | Pres               | Reti               | Comp        | Pres        | Reti        | Pres   | Reti   |        |
| --------------- | --------------- | --------------- | ---------- | ---------- | --------------- | --------------- | --------------- | ------------------ | ------------------ | ------------------ | ----------- | ----------- | ----------- | ------ | ------ | ------ |
| 2020            | Internacional   | PD/RS+A         | 3+0        | 0          | CB              | 0               | 0               |                    | -                  | -                  |             | -           | -           | 3      | 0      |        |
| 2020            | Ponte Preta     | A1/SP+B         | 0+31       | 0+4        | CB              | 2               | 0               |                    | -                  | -                  |             | -           | -           | 33     | 4      |        |
| 2021            | Internacional   | PD/RS+A         | 0+3        | 0+1        | CB              | 0               | 0               |                    | -                  | -                  |             | -           | -           | 3      | 1      |        |
| 2021            | Cuiabá          | PD/MT+A         | 0+5        | 0          | CB              | 1               | 0               |                    | -                  | -                  |             | -           | -           | 6      | 0      |        |
| Totale carriera | Totale carriera | Totale carriera | 42         | 5          |                 | 3               | 0               |                    | -                  | -                  |             | -           | -           | 45     | 5      |        |

## Palmarès

### Competizioni statali
- Campionato Mato-Grossense: 1

Cuiabá: 2021